# Абаев, Измаил Мисостович
Измаи́л Мисо́стович Аба́ев (карач.-балк. Абаланы Мисостну жашы Исмаил; 3 августа 1888, Верхняя Балкария, Нальчикский округ, Терская область, Российская империя — 1933, Буйнакск, Дагестанская АССР) — российский и советский врач. Главный врач Нальчикского военного госпиталя.

## Биография
Родился в 1888 году в с. Шканты (Верхняя Балкария). В семье просветителя Мисоста Абаева и его жены Гошаях Джахонтовой, дочери Джанхот-хаджи Джанхотова. По национальности балкарец.
Окончил Киевскую военно-медицинскую академию. Во времена студенчества публиковал статьи на медицинские темы в газете «Кубанские областные ведомости» и журнале «Мусульманин».
В 1918 году возглавлял отдел здравоохранения Нальчикского окружного народного Совета. В 1920-е годы участвовал в обустройстве школьного образования и медицинского просвещения в Кабардино-Балкарии. Совместно с  Исмаилом Акбаевым опубликовал один из первых советских балкарских учебников «Бизни кючюбюз - бизни жерибиздеди» («Наша сила - в нашей земле»). В 1924-1926? годах работал заместителем Н. Катханова в представительстве Кабардино-Балкарии в Москве.
Один из первых научных сотрудников КБНИИ. 
В 1933 году находился по работе в Дагестане.

## Семья
Своих детей у Измаила не было. Его старшая сестра Сафият (24.11.1884, Нальчик — 1953, Москва) была замужем за Ибрагимом Хамзетовичем Урусбиевым (1874—1928), полковником царской армии, заместителем председателя Терского областного правительства и реэмигрантом, у них было 6 детей. После ареста и расстрела Урусбиева в 1928 году Измаил Абаев усыновил младших детей сестры.